# Schaapstede
Schaapstede was een koffieplantage aan de Commewijnerivier in het district Commewijne in Suriname. Zij lag aan de rechteroever, stroomafwaarts naast plantage De Goede Vriendschap en stroomopwaarts naast plantage Rijnberk. Deze drie plantages zijn ontstaan door verkaveling van twee plantages van 500 akkers in drie stukken.

## Geschiedenis
De koffieplantage van 263 akkers werd omstreeks 1745 aangelegd door de zoon van de 1714 naar Suriname geëmigreerde Duitse timmerman Caspar Schäfer die zijn achternaam verhollandste tot Schaap. In het Sranantongo heette de plantage daarom Skapoe. Toen Johann Heinrich Schäfer (Jan Hendrik Schaap) in 1764 overleed liet hij een miljoenenerfenis na. In zijn testament werden onder meer genoemd de plantages La Liberté, Schaap, Karmelk, De Goede Vriendschap, De Guineesche Vriendschap, Schaapstede en nog andere plantages waarvan het merendeel meer dan tweehonderd slaven telde. De erfenis leidde vanwege de grote waarde nog jarenlang tot processen. In 1824 werd de plantage verkocht aan Relotius.
In 1833 was A.E. Salomons de eigenaar. De plantage werd daarna door de bank Insinger gekocht. In 1863 (net voor de emancipatie) droeg deze het bezit over aan John Holliday.
In 1875 werd een overeenkomst gesloten tussen de N.V. Cultuurmaatschappij (eigenaar van de plantages Anna Catharina, Kroonenburg en Wederzorg en onderdeel van Insinger) enerzijds en J.A.E. Sander en H. Berckhoff anderzijds over het beheer van de plantages Wederzorg, Anna Catharina en Kroonenburg met de daaraan toegevoegde gronden Rijnberk en Schaapstede.
In 1897 werd de plantage in pacht afgestaan aan Van Genderen, die de pacht vervolgens overdroeg aan J.R.C. Gonggrijp, de eigenaar van plantage Kroonenburg. Er werd toen koffie en banaan geteeld. Gonggrijp verkreeg in 1901 het land in eigendom en verkocht het, samen met Kroonenburg, Rijnberk en Schaapstede in 1904 weer terug aan het gouvernement. Er werd tot 1938 citrus, cacao, koffie, graan, rijst, aardvruchten en bananen geteeld.
A la bonne heure · Anna's Zorg · Akkerboom · Alliance · Alkmaar · Andresa · Auka · Andreesgift · Bantaskine · Barbados · Batavia · Beekenhorst · Belladrum · Bellevue · Belwaarde · Beninenburg · Berg en Dal · Bergen op Zoom · Berlijn (Commewijne) · Berlijn (Para) · Bethlehem · Boksweide · Boston · Botany Bay · Boxel · Bronswijk · Brouwerslust · Bruinendaal · Bucklebury · Buitenrust · Burnside · Cadrosspark · Caledonia · Campenburg · Cannewapibo · Catharina Sophia · Clevia  · Cliffort-Kokshoven · Clyde · Concordia · Concordia en een Kwart Lot · Courcabo · De Dageraad · De Goede Vriendschap · De Resolutie · De Vier Hendrikken · Diamond · Dijkveld · Domburg · Dordrecht · Eendragt · Elisabeth's Hoop · Ellen · L'Espérance (Nickerierivier) · L'Espérance (Surinamerivier) · Esthersrust · Fairfield · Fortuin · Flora · Florentia · Frederiksburg · Frederiksdorp · Frederikslust · Geertruidenberg · Geyersvlijt · Glensander · Gloria · Groot Chatillon · Groot Marseille · Guadeloupe · Hague · Hamburg · Hamilton · Hamptoncourt · Hannover · Hazard · Hebron · Hecht en Sterk · Hooyland · Hope · Houttuin · Huntly · Huwelijkszorg · Inverness · Jagtlust · Jodensavanne · Johan & Margaretha · Johanna Catharina · Johanna Maria · Johannesburg · John · Katwijk · Kent · Kerkshoven · Killenstein · Klein Bellevue · Kleinhoop · Krappahoek · Kroonenburg · Kwatta · La Jalousie · La Prosperité · La Rencontre · La Ressource (Saramacca) · La Ressource (Surinamerivier) · La Singularité · Laarwijk · Leasowes · Leliëndaal · Leonsberg · Livorno · Longmay · Lunenburg · Lust en Rust · Lustrijk · Maasstroom · Margarethenburg · Maria Petronella · Mariënbosch · Mariënburg · Margaretha's Gift · Mary's Hope · Meerzorg · Merveille · Moed en Kommer · Mon Bijou · Mon Souci · Mon Trésor · Monnikendam · Mopentibo · Morgenster · Moy · Nieuw Mocha · Nieuwzorg · Nieuwe Aanleg · De Nieuwe Grond · Nijd en Spijt · Novar · Nursery · Nut en Schadelijk · Onoribo · Onverwacht · Oranibo · Ornamibo · Overbrug · Overtoom 
· Oxford · Palestina · Paradise · Persévérance · Petersburg · Picardië · Peperpot · Pieterszorg · Plaisance · Poelwijk · Potosie · Purmerend · Reijnsdorp · Reijnsfort · Rijnberk · Roosenburg · Rorac · Rust en Werk · Rustenburg · Saltzhalen · Sans Souci · Saphir · Sarah · Sardam · Schaapstede · Schoonoord · Sinabo en Gelre · Sint Barbara · Sint Eustatius · Slootwijk · Sorgvliet · Spieringshoek · Standvastigheid · Suidwijn · Suzanna's Daal · Toevlugt (Surinamerivier) · Tout Lui Faut · Toledo · Totness · Tyronne · 't Vertrouwen · Victoria · Vierkinderen · Visserszorg · Voorburg · Voorzorg (Saramacca) · Vossenburg · Vredenburg · Vriendsbeleid en Ouderzorg · Vreeland · Waltonhall · Waldijk · Waterloo · Wederzorg · Welbedacht · Welgelegen (Commewijne) · Welgelegen (Coronie) · Welgevallen · Weltevreden · Wolffs Capoerica · Wolfenbüttel · 't Ylant · Zoelen · Zorg en Hoop (hout) · Zorg en Hoop (indigo) · Zorg en Hoop (katoen) · Zorg en Hoop (suiker)